# Waterschap Henshuizen
Henshuizen was een waterschap gelegen in de Nederlandse gemeente Utingeradeel in de provincie Friesland. Het waterschap, dat een zelfstandig overheidsorgaan was van 1918 tot 1969, besloeg een oppervlakte van ongeveer 593 hectare.
Het waterschap had als doel het regelen van de waterstand, voor een deel van het gebied gedurende het gehele jaar, voor een deel gedurende de zomer. Verder werd in 1922 het bevorderen van de vaargelegenheid aan de taken van het waterschap toegevoegd. Per 1 juli 1969 ging het waterschap bij de eerste waterschapsconcentratie in Friesland over in Boarnferd, ondanks bedenkingen van de ingelanden. Na verdere fusies valt het gebied vanaf 2004 onder Wetterskip Fryslân.